# Цзіань
Цзіань (кит.: 吉安市; піньїнь: Jí'ān) — місто у китайській провінції Цзянсі, розташоване на берегах річки Гань (притока Янцзи).

## Клімат
Місто знаходиться у зоні, котра характеризується вологим субтропічним кліматом. Найтепліший місяць — липень із середньою температурою 28.9 °C (84 °F). Найхолодніший місяць — січень, із середньою температурою 5.6 °С (42 °F).
| Клімат Цзіаня           | Клімат Цзіаня | Клімат Цзіаня | Клімат Цзіаня | Клімат Цзіаня | Клімат Цзіаня | Клімат Цзіаня | Клімат Цзіаня | Клімат Цзіаня | Клімат Цзіаня | Клімат Цзіаня | Клімат Цзіаня | Клімат Цзіаня | Клімат Цзіаня |
| Показник                | Січ.          | Лют.          | Бер.          | Квіт.         | Трав.         | Черв.         | Лип.          | Серп.         | Вер.          | Жовт.         | Лист.         | Груд.         | Рік           |
| Середній максимум, °C   | 10            | 11            | 16            | 22            | 27            | 30            | 34            | 34            | 30            | 24            | 18            | 13            | 22            |
| Середня температура, °C | 6             | 8             | 12            | 18            | 23            | 26            | 29            | 29            | 25            | 20            | 14            | 8             | 18            |
| Середній мінімум, °C    | 3             | 4             | 9             | 14            | 19            | 23            | 25            | 25            | 21            | 15            | 10            | 4             | 14            |
| Норма опадів, мм        | 57            | 100           | 156           | 216           | 227           | 231           | 108           | 121           | 77            | 72            | 67            | 39            | 1469          |
| ----------------------- | ------------- | ------------- | ------------- | ------------- | ------------- | ------------- | ------------- | ------------- | ------------- | ------------- | ------------- | ------------- | ------------- |
| Джерело: Weatherbase    |               |               |               |               |               |               |               |               |               |               |               |               |               |

## Адміністративний поділ
Місто поділяється на 2 райони, 1 міський повіт і 10 повітів:
| Карта | Карта       | Карта    | Карта            |
| --- | ----------- | -------- | ---------------- |
| ① ② Цзіань Цзішуй Сяцзян Сіньгань Юнфен Тайхе Суйчуань Ваньань Аньфу Юнсінь Цзінганшань ① Цзічжоу ② Цін'юань |             |          |                  |
| Статус | Назва       | Оригінал | Населення (2020) |
| Район | Цзічжоу     | 吉州区   | 402 669          |
| Район | Цін'юань    | 青原区   | 240 730          |
| Місто | Цзінганшань | 井冈山市 | 155 976          |
| Повіт | Цзіань      | 吉安县   | 469 513          |
| Повіт | Цзішуй      | 吉水县   | 421 849          |
| Повіт | Сяцзян      | 峡江县   | 149 954          |
| Повіт | Юнфен       | 永丰县   | 388 464          |
| Повіт | Тайхе       | 泰和县   | 467 807          |
| Повіт | Суйчуань    | 遂川县   | 512 109          |
| Повіт | Ваньань     | 万安县   | 250 991          |
| Повіт | Аньфу       | 安福县   | 329 053          |
| Повіт | Юнсінь      | 永新县   | 393 984          |
| Повіт | Сіньгань    | 新干县   | 286 077          |